# Геласий
Гела́сий — мужское русское личное имя греческого происхождения; восходит к др.-греч. γελάω («гелао») — «смеюсь».
В христианском именослове имя соотносится с несколькими раннехристианскими святыми, среди которых — мученик Геласий Критский, пострадавший за веру в III веке во время гонений на христиан, устроенных императором Децием Траяном, Геласий Гелиопольский, лицедей, и другие.
На Руси имя Геласий относилось к группе имён, принятых в среде духовенства, а потому среди мирян оно не получило распространения. Тем не менее известны патронимные русские фамилии Галасьев и Галасеев. В святцах до конца XIX века содержалось женское парное имя — Геласия.
Народные и разговорные формы имени: Галасий, Галасей.
Краткие формы имени: Гела, Ася.